# Bactrocera emarginata
Bactrocera emarginata är en tvåvingeart som först beskrevs av Perkins 1939.  Bactrocera emarginata ingår i släktet Bactrocera och familjen borrflugor. Inga underarter finns listade.